# Sainte-Reine (Górna Saona)
Sainte-Reine – miejscowość i gmina we Francji, w regionie Burgundia-Franche-Comté, w departamencie Górna Saona.
Według danych na rok 1990 gminę zamieszkiwało 27 osób, a gęstość zaludnienia wynosiła 4 osoby/km² (wśród 1786 gmin Franche-Comté Sainte-Reine plasuje się na 715. miejscu pod względem liczby ludności, natomiast pod względem powierzchni na miejscu 661.).